# Институт политических исследований (Экс-ан-Прованс)
Институт политических исследований (Экс-ан-Прованс) (фр. Institut d'études politiques d’Aix-en-Provence), часто упоминается как Sciences Po Aix, — престижное французское государственное высшее учебное заведение, расположенное в городе Экс-ан-Прованс; часть Университета Экс-ан-Марсель. Один из девяти институтов политических исследований во Франции; относится к «Большим школам» (фр. grandes écoles) — категории французских высших учебных заведений, куда входят самые известные и престижные вузы страны, набирающие студентов по результатам конкурсных экзаменов, которым зачастую предшествует учёба в «классах по подготовке в Большие школы» (CPGE — Classe préparatoire aux grandes écoles). Приём осуществляется на основе высокоизбирательного конкурсного экзамена, при этом процент успешных вступительных экзаменов составляет менее 10 %. Обучение в нём акцентируется не только на политических науках, но и на областях права, бизнеса, экономики, международных отношений, менеджмента и журналистики
.
Кампус Института находится в центре города, напротив собора Святого Спасителя, и расположен в особняке, спроектированном Жоржом Валлоном в 1734 году. Особняк раньше принадлежал факультету права Университета Экс-ан-Марсель.

## Известные выпускники
- Кристин Лагард, директор-распорядитель Международного валютного фонда;
- Федерика Могерини, Верховный представитель Европейского союза по иностранным делам и политике безопасности, заместитель председателя Европейской комиссии;
- Филипп Сеген, председатель Счётной палаты Франции (2004—2010), бывший председатель Национального собрания Франции, госсекретарь по связям с Парламентом Франции;
- Роже Каручи, французский политик, бывший представитель Франции в Организации экономического сотрудничества и развития;
- Николас Шмит, министр труда, занятости и иммиграции Люксембурга;
- Элизабет Гигу, бывший министр юстиции, министр социальных отношений и занятости, член Европейского парламента;
- Патрик Олье, бывший председатель Национального собрания Франции, министр по связям с Парламентом Франции.

## Международная деятельность
Партнерами Sciences Po Aix выступают более 120 вузов по всему миру, среди них такие известные, как:
- Амстердамский университет
- Бирмингемский университет
- Болонский университет
- Венский университет
- Висконсинский университет в Мадисоне
- Даремский университет
- Индианский университет в Блумингтоне
- Копенгагенский университет
- Мичиганский университет
- Российская академия народного хозяйства и государственной службы
- Российский экономический университет им. Г. В. Плеханова
- Свободный университет Берлина
- Университет Васэда
- Университет Суррея
- Университет штата Аризона
- Уорикский Университет
- Фрайбургский университет
- Цюрихский университет
- Эксетерский университет